# Rudenko, Radehiv
Rudenko (în ucraineană Руденко) este un sat în comuna Kustîn din raionul Radehiv, regiunea Liov, Ucraina.

## Demografie
Componența lingvistică a localității Rudenko
     Ucraineană (99,01%)
     Alte limbi (0,74%)
Conform recensământului din 2001, majoritatea populației localității Rudenko era vorbitoare de ucraineană (99,01%), existând în minoritate și vorbitori de alte limbi.